# チンチン (アルメニア)
座標: 北緯40度54分42秒 東経45度21分15秒 / 北緯40.91167度 東経45.35417度
チンチン (アルメニア語: Չինչին, 或いはCh’inch’in)はアルメニア タヴシュ地方の町である。
チンチンはアルメニア語で"水晶の水"という意味である。
町には学校や前線応急手当所、幼稚園がある。
町からアゼルバイジャンとの国境までは10kmほどの距離がある。

## 人口推移
チンチンの人口推移
| 年   | 1897年 | 1926年 | 1939年 | 1959年 | 1970年 | 1979年 | 1989年 | 2001年 | 2004年 | 2012年 |
| 人口 | 134    | 616    | 1147   | 1028   | 1014   | 838    | 747    | 713    | 581    | 646    |